# Prospalta rubrisuffusa
Prospalta rubrisuffusa là một loài bướm đêm trong họ Noctuidae.